# Oberlin (Louisiana)
Oberlin is een plaats (town) in de Amerikaanse staat Louisiana, en valt bestuurlijk gezien onder Allen Parish.

## Demografie
Bij de volkstelling in 2000 werd het aantal inwoners vastgesteld op 1853.
In 2006 is het aantal inwoners door het United States Census Bureau geschat op 1882, een stijging van 29 (1,6%).

## Geografie
Volgens het United States Census Bureau beslaat de plaats een oppervlakte van
8,0 km², geheel bestaande uit land. Oberlin ligt op ongeveer 20 m boven zeeniveau.

## Plaatsen in de nabije omgeving
De onderstaande figuur toont nabijgelegen plaatsen in een straal van 28 km rond Oberlin.